# Manuel Sánchez Vivancos
Manuel Sánchez Vivancos (Alhama de Murcia, provincia de Murcia, 10 de abril de 1901-Alhama de Murcia, 1953) fue un militar español conocido como el Manco de Tikún por haber protagonizado un episodio heroico durante la guerra del Rif.

## Biografía
Manuel Daniel Ezequiel Sánchez Vivancos nació en Alhama en 1901, hijo del prócer local Roque Sánchez Javaloy (1874-1950) y de Rita Teresa Lázara Vivancos Andreo (1875-1910).
Ingresó voluntario en el cuerpo de Infantería del Ejército a los dieciséis años. En 1918, ascendido a cabo, fue destinado a Melilla, donde fue distinguido en dos ocasiones y ascendió a sargento en 1921. 
Durante la guerra del Rif, en junio de 1924 fue destinado al blocao de Tikún, en la cabila de Beni Gorfet, cercana a Larache. El 3 de octubre de 1924 comenzó el asedio de la posición por tropas enemigas; durante más de tres meses quince soldados bajo el mando del sargento Sánchez Vivancos defendieron el blocao de fuerzas rifeñas muy superiores en número. El 13 de octubre, Sánchez Vivancos resultó herido en una acción defensiva debido a la explosión prematura de una granada que iba a arrojar. Su mano derecha quedó destrozada. A fin de mantener la moral de la tropa, ocultó al resto la gravedad de sus lesiones y continuó combatiendo. El 24 de octubre se han agotado los víveres, el agua y el material sanitario y los españoles sobreviven repartiendo unos pocos sorbos de leche condensada. Llegan a beber su propia orina. A fines de mes, febril y con el brazo gangrenado, Sánchez Vivancos decide cercenarse él mismo la extremidad enferma con un hacha. Se siguen sucediendo de forma alternativa las propuestas de rendición y los más violentos ataques, tanto de día como de noche, y todos son rechazados pese a que, tras la caída de cuatro posiciones vecinas, los atacantes, que empezaron siendo menos de cien, alcanzan un número de entre 300 y 400. Es fundamental la labor del sargento jefe, que anima constantemente con su ejemplo y sus palabras a los asediados, hambrientos y descalzos, y los obliga a mantenerse activos mediante el ejercicio. A mediados de noviembre, la aviación española empieza a arrojar víveres que permiten la supervivencia de los defensores. Pasada la Nochevieja, y con el fuego enemigo disminuido, el destacamento recibe del mando la orden de evacuar la posición bajo tregua, tras 109 días de resistencia. El 15 de enero de 1925 Sánchez Vivancos y sus hombres dejan Tikún y alcanzan el destacamento de Aulef, para posteriormente ser hospitalizados en diversos centros del Protectorado español de Marruecos; él mismo ingresa en el Hospital de Larache.
Retirado a Alhama, en el mismo año de 1925 obtuvo el empleo de suboficial por méritos de guerra e ingresó en el cuerpo de Inválidos Militares. En 1947 alcanzó el empleo de comandante. Casado con Carmen Lacasa Justo, tuvo tres hijos:
- Manuel Sánchez Lacasa.
- María Rita Sánchez Lacasa.
- Carmen Sánchez Lacasa.[12]

## Reconocimientos civiles y militares
- El municipio de Alhama de Murcia a su regreso lo nombró hijo predilecto y le dedicó un homenaje público el 19 de marzo de 1925.[13][14]
- El mismo año de 1925, su municipio le dedicó la calle Sánchez Vivancos, antes llamada Sepulcro.[15]
- Por el heroísmo demostrado en el episodio de Tikún, recibió la Cruz Laureada de San Fernando, por orden de 15 de junio de 1934.[16][17][18]

## La gesta de Tikún en la literatura
- El periodista y dramaturgo murciano Ramón Blanco y Rojo de Ibáñez estrenó el 15 de mayo de 1925 en el Teatro Espuña de Alhama un "poema patriótico en tres actos y en verso" titulado Alma española, uno de cuyos hilos temáticos es protagonizado por el sargento Manuel Sánchez Vivancos, que cuenta a su regreso el episodio de Tikún; el segundo acto transcurre en un hospital de Marruecos.[19][20]

- En 1935 el padre de Sánchez Vivancos, Roque Sánchez Javaloy, publicó y le dedicó el libro El Manco de Tikún. Episodio de la Guerra de Marruecos, prólogo de Óscar Nevado, Murcia: Imprenta Sucesores de Nogués, 1935. La obra fue considerada "de utilidad para el Ejército",[21] aunque su valor literario es limitado.[22]